# Călimani-bjergene
Călimani-bjergene ( rumænsk: Munții Călimani , ungarsk: Kelemen-havasok ) er det største vulkanske kompleks i Karpaterne i Transsylvanien, Rumænien. Geologisk hører de til Căliman-Harghita-bjerggruppen i de indre østlige Karpater.
Højeste bjerg i Călimani-bjergene er Pietrosu, på 2.102 moh. Andre betydningsfulde toppe er: Bistriciorul (1.990 moh., Stuniorul (1.885 moh.), Gruiului (1.913 moh.), Negoiul Unguresc (2.084 moh.), Rețițiș (2.021 moh.), Bradul Ciont (1.899 moh.), Iezerul Călimanilor (2.023 moh.).
Det vulkanske krater med en diameter på 10 km er omkranset af de højeste toppe, og mod nord er den delt af Valea Neagră, en biflod til Dorna-floden. Inde i krateret er der adskillige sekundære vulkanske tragte (Pietricelui, Vârful Haitei, Negoiul Românesc), den sidste blev udnyttet til udvinding af svovl indtil 1997.
Blandt de store turistattraktioner kan nævnes mærkelige former af vulkanske klipper på Tihul, Rusca og Rețițiș-bjergene, men især på Tămău og Lucaciu-bjergene. I den sidste sektor kan findes det geologiske reservat 12 apostle.

## Dannelse
Călimani-bjergene, og Gurghiu- og Harghita-bjergene, ligger i den sydlige gruppe af de yngste bjerge i Rumænien, med uddøde kratere for omkring 1,8-5 millioner år siden (nedre kvartær ), der blev dannet i den øvre pliocæn (sen tertiær neogen). Intens neogen vulkansk aktivitet førte til fremkomsten af enorme ophobninger af lava spredt over en længde på 450 km (heraf 375 i Rumænien). Călimani, der består af vekslende lava, agglomerater og aske (stratovulkan), tilhører den sydlige gruppe – den vigtigste vulkanske masse – med et areal på cirka 6.400 km², med en bredde på omkring 40 km og en længde på næsten 160 km.

## Flora
Ifølge undersøgelser udført af rumænske og udenlandske biologer, fra 1900 og frem, er der registreret 1.004 arter af karplanter, hvoraf der er flest urter, og færre arter af træer og buske.
Der er flere økosystemer: blandede skove af gran og bøg i Mureș Defile, i Neagra-bassinet, granskove blandet med stenfyr (i det videnskabelige reservat), enebær og middelhavs-ene, og over 1.900 m, alpine enge.

## Călimani Nationalpark
Călimani National Park blev grundlagt i 1990 og er en af de største nationalparker i Rumænien. Parken har et samlet areal på 24.041 ha og omfatter følgende områder:
- Videnskabeligt reservat af enebærtræer med Pinus cembra, kategori Ia IUCN i et areal på 384 ha;
- Reservatet Iezer-søen i Călimani, kategori IV IUCN i et areal på 322 ha;
- Geologisk reservat 12 apostle, kategori IV IUCN i et areal på 200 ha.

## Turisme
Călimani-bjergene er et populært økoturistisk sted blandt rumænere og udlændinge. Området, hvori bjergkæden ligger, overlapper Țara Dornelor, en region, hvor natur og folkelige traditioner blandes. Om vinteren er skiløjperne i Vatra Dornei overrendt af turister. Om sommeren kan de dyrke riverrafting, mountainbiking, paragliding eller svævebaner.
Selvom det ikke er en grund til turisme i sig selv, blev bjergene også kendt for at være stedet for Draculas Slot i Bram Stokers roman Dracula.